# بلقطر الغربية
قرية بلقطر الغربية هي إحدى القرى التابعة لمركز أبو حمص في محافظة البحيرة في جمهورية مصر العربية. حسب إحصاءات سنة 2006، بلغ إجمالي السكان في بلقطر الغربية 9197 نسمة، منهم 4696 رجل و4501 امرأة.